# Колонна, Джованни (историк)

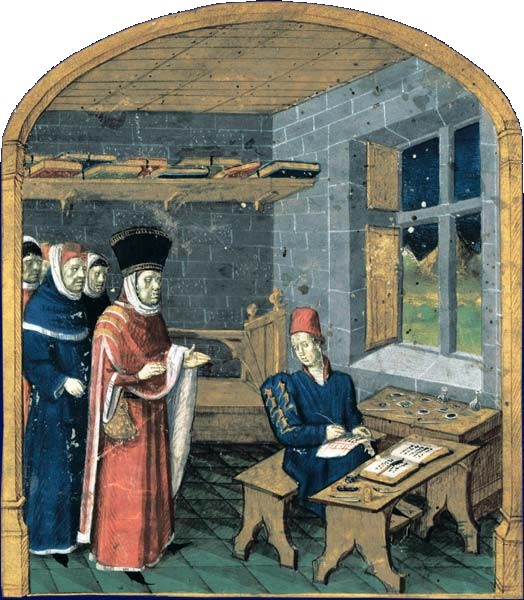
Миниатюра французской рукописи «Моря историй» Джованни Колонны сер. XV в. (BnF, MS latin, 4915). Изображает её заказчика канцлера Гийома Жувенеля дез Юрсена, посетившего художника в его мастерской

Джованни Коло́нна, или Джованни Коло́нна ди Галликано (итал. Giovànni Colónna di Gallicano, лат. Iohannes de Columna de Gallicano; около 1298, Галликано — 1343 или 1344, Тиволи) — итальянский хронист и историк-гуманист, монах-доминиканец, автор «Моря историй» (лат. Mare historiarum) и «Книги о знаменитых мужах» (лат. Liber de viris illustribus). Представитель древнего римского рода Колонна и друг Франческо Петрарки. 

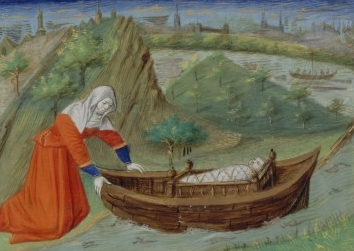
Спасение Моисея. Миниатюра французской рукописи «Моря историй» сер. XV в.

## Биография

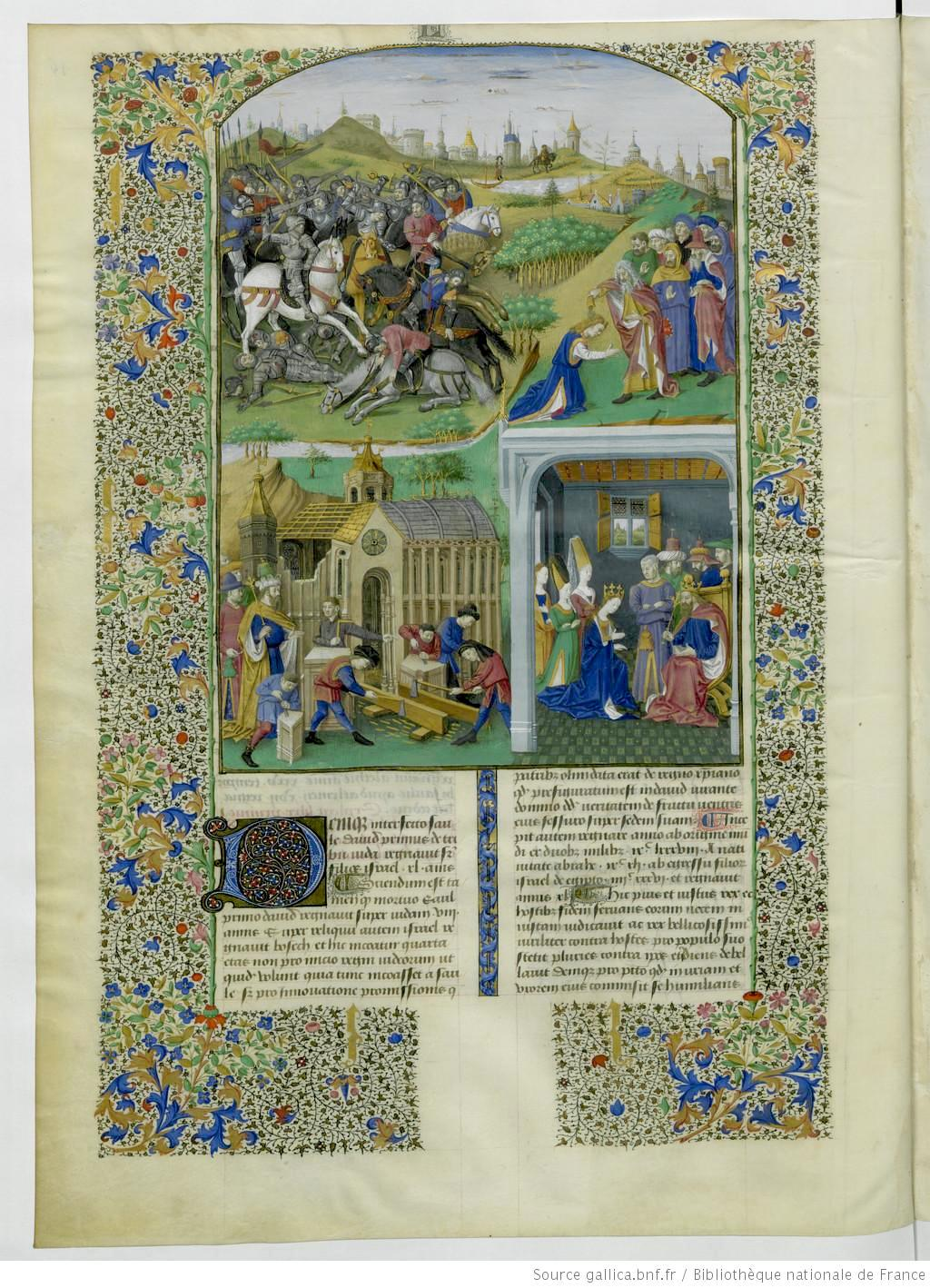
Правление Давида и Соломона. Миниатюра французской рукописи «Моря историй» сер. XV в.

Родился около 1298 года в Галликано в Лацио (совр. Метрополитенский город Рим-столица) в семье Бартоломео, представителя побочной ветви древнего римского рода Колонна, носившего титул правителя Галликано и владетеля Бельведере. С 1310 года жил со своим дядей Ландольфо в Шартре (Франция), где посещал знаменитую местную философскую школу при епископской кафедре. С 1315 года учился в Труа, в Амьене и в Париже, где в 1320 году вступил в доминиканский орден. 

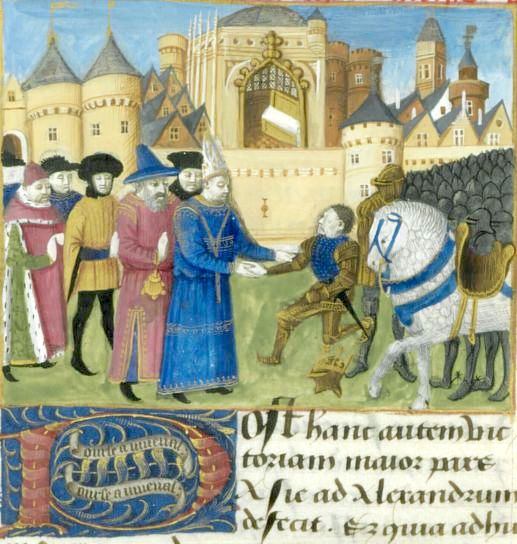
Встреча Александра Великого с иерусалимским первосвященником Иаддуем. Миниатюра французской рукописи «Моря историй» сер. XV в.

В 1324 году стал приором ордена , после чего служил на Кипре капелланом архиепископа Никосии Джованни дельи Конти ди Поли. Путешествовал по Египту и Ближнему Востоку, знакомясь с жизнью тамошних монастырей и богослужением, а также, возможно, православной книжностью. После смерти 1 августа 1332 года архиепископа Конти, покинул Кипр и отправился в Авиньон, где в течение нескольких лет жил при папском дворе, сблизившись со своим родственником и полным тёзкой кардиналом Джованни Колонной (1295—1348), а также познакомившись с однокашником последнего по Болонскому университету Франческо Петраркой, около 1330 года поступившим на службу к прелату. Осенью 1332 года начал работу над «Книгой о знаменитых мужах», первая редакция которой завершена была к 1337 году, когда начал писать свой одноимённый труд Петрарка.

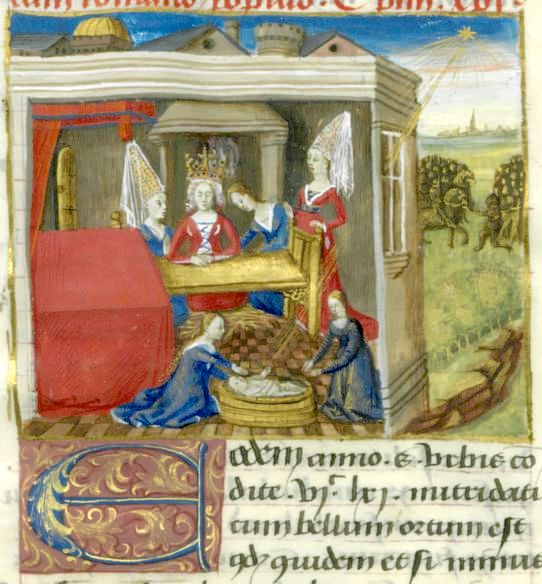
Рождение царя Митридата. Миниатюра французской рукописи «Моря историй» сер. XV в.

Вынужденный из-за интриг покинуть Авиньон, вернулся в Рим в сопровождении Петрарки, где в 1338 году служил викарием доминиканского монастыря Св. Сабины, до утверждения в должности и прибытия нового приора. В следующем 1339 году перебрался в Тиволи, где сначала служил в местной обители чтецом, а затем ушёл на покой и окончательно сосредоточился на литературных занятиях, начав работу над своим «Морем историй», которое так и не успел завершить.
Петрарка, который, по мнению большинства исследователей, вёл с ним в 1336—1343 годах переписку, называл его адресатом, как минимум, восьми своих посланий (лат. Epistolae de rebus familiaribus et variae), из содержания которых можно узнать, что Колонна был, во-первых, старше самого поэта, во-вторых, что он отличался немалой эрудицией, будучи признанным знатоком христианских древностей и ведя с поэтом философские беседы, в частности, обсуждая «Тускуланские беседы» Цицерона и диалоги Сенеки, в третьих, что он отличался немалыми литературными талантами и способностью писать по-латыни «с великолепием и сладостью стиля», в-четвёртых, что в период своей службы на Кипре он побывал в Персии, Аравии и Египте, в-пятых, что покинув в 1338 году Авиньон, он попал по пути в Рим в кораблекрушение, задержавшись на месяц в Ницце, и в-шестых, что в течение долгих лет он сильно страдал от подагры.

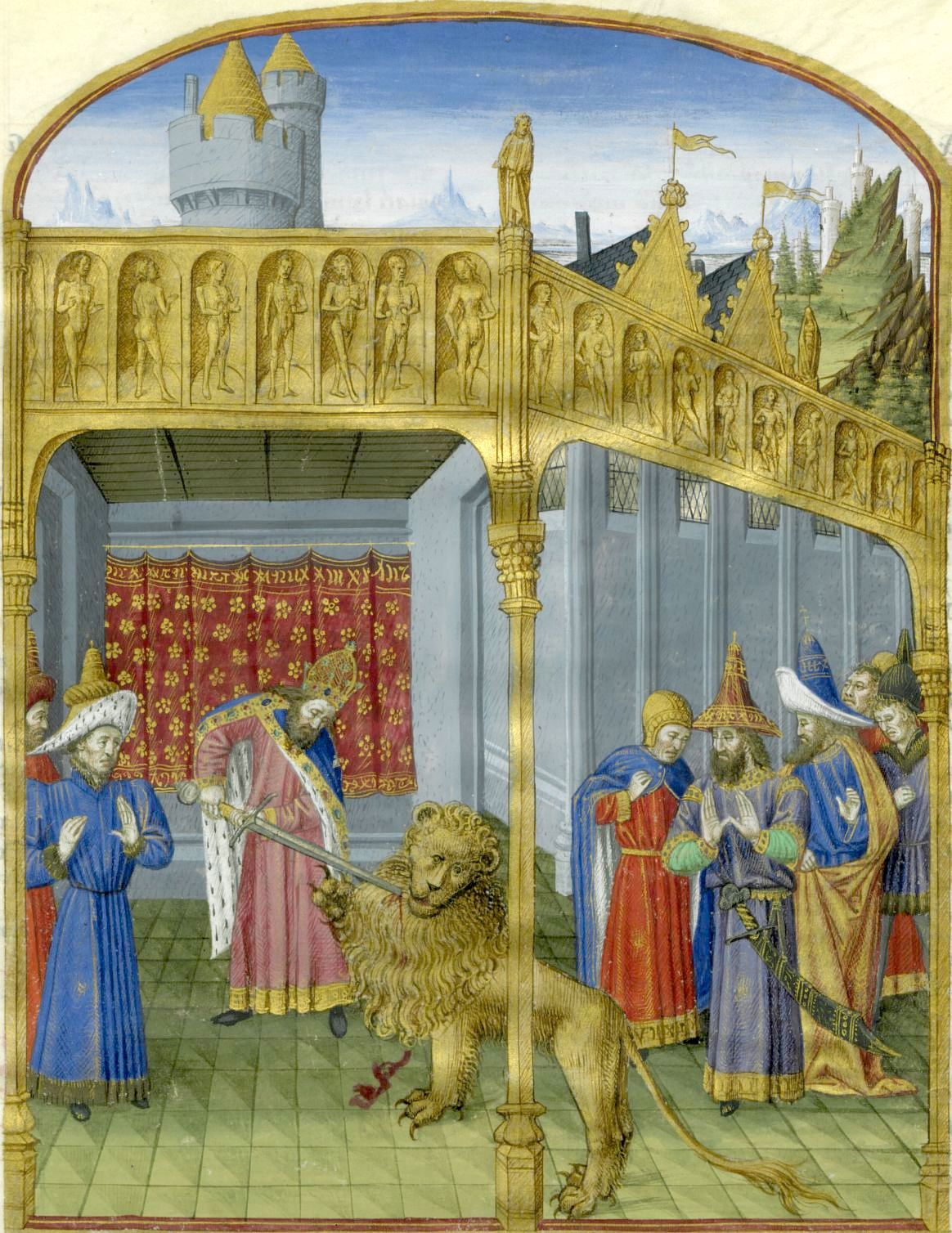
Император Адриан, убивающий льва. Миниатюра французской рукописи «Моря историй» сер. XV в.

Точная дата его смерти не установлена, но может быть помещена между декабрём 1343-го и январём 1344 года, как это следует из письма архиепископу Генуи Гвидо Шеттену (1358—1368), отправленного Петраркой, посвятившим покойному свою утраченную комедию «Филология» (лат. Philologia).
В течение долгого времени, вследствие ошибки, допущенной ещё в конце XV века хронистом из Бергамо Джакомо Филиппо Форести, его ошибочно отождествляли с доминиканцем Джованни Колонной (ум. 1263), бывшим в 1255—1261 годах архиепископом Мессины.

## Сочинения

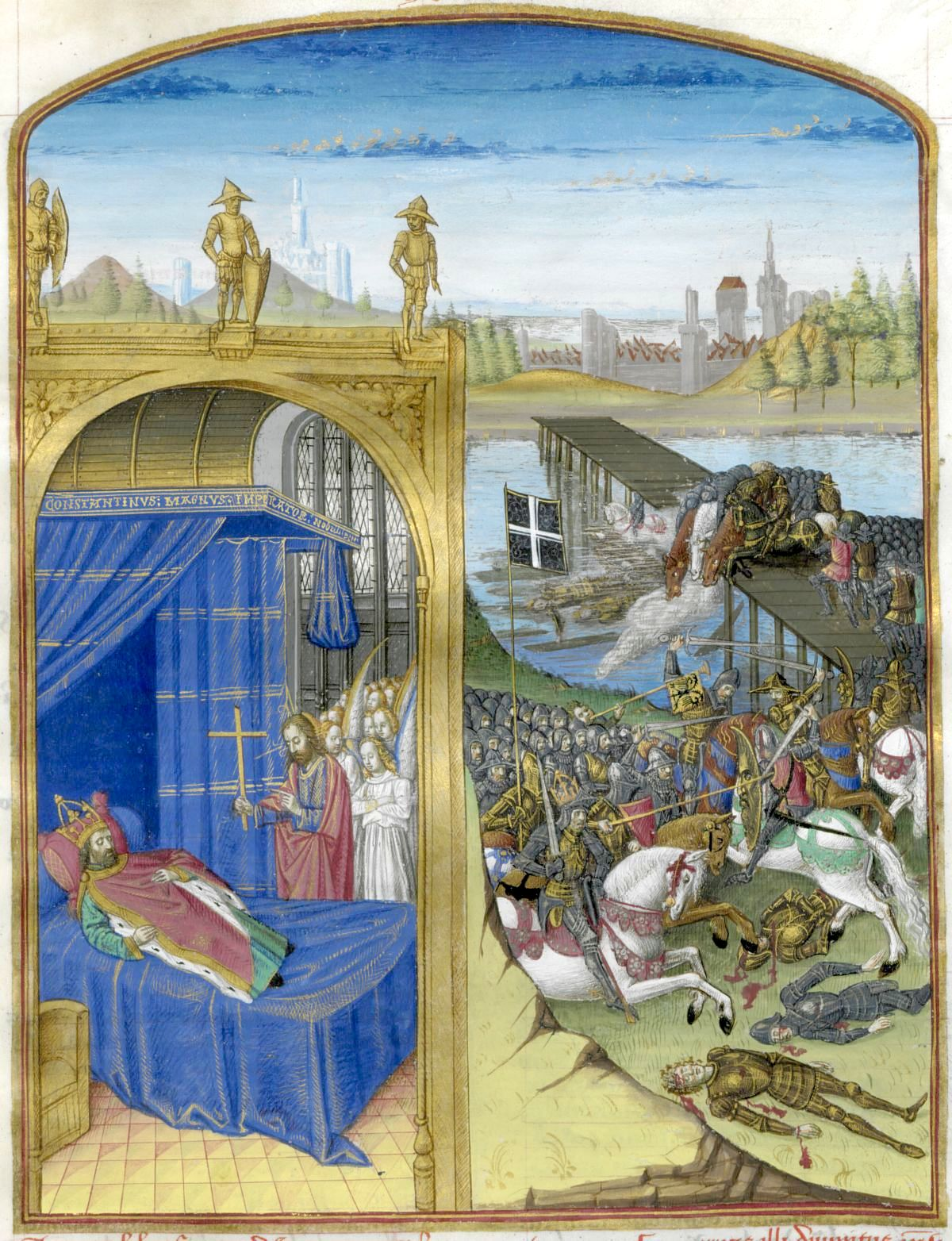
Вещий сон императора Константина накануне победы над Максенцием у Мульвийского моста (312 г. н. э.). Миниатюра французской рукописи «Моря историй» сер. XV в.

### «Книга о знаменитых мужах»
«Книга о знаменитых мужах» (лат. Liber de viris illustribus) Джованни Колонны, написанная в 1332—1337 годах в подражание одноимённому труду Иеронима Стридонского (393 г. н. э.) и ставшая возможным источником и образцом для одноимённого сочинения Франческо Петрарки, представляет собой сборник размещённых в алфавитном порядке 330 коротких биографий, разделённый на две части: известные мужи-язычники и известные мужи-христиане.
Предваряемое пространным введением философского характера, произведение это, невзирая на традиционное христианское морализаторство в стиле морального проповедничества, местами отличается ярко выраженной гуманистической направленностью и наличием элементов исторической критики, демонстрируя широкую осведомлённость автора в различных сферах гуманитарных наук, а также превосходное знание им святоотеческой, богословской литературы и античной классики.
Среди источников труда Колонны, помимо Иеронима и диалогов Сенеки, следует назвать «О смерти гонителей» Лактанция (316—321), «Церковную историю» Евсевия Кесарийского (323—325), «О знаменитых мужах» Геннадия Массилийского (492—495), «Этимологии» Исидора Севильского (633), «Зерцало Великое» Винсента из Бове (1264), а также «Книгу о жизни и нравах философов» его современника Уолтера Бурлея (ум. 1344).
Известно четыре рукописи «Книги о знаменитых мужах», которые хранятся в университетской библиотеке Болоньи (MS Lat. 296), Ватиканской апостольской библиотеке (MS Barb. lat. 2351), библиотеке Марчиана в Венеции (MS Lat. X 3173) и в Национальной центральной библиотеки Флоренции (MS Conv. Soppr. G 4 1111).
Полное комментированное издание обстоятельного историко-биографического труда Колонны отсутствует до сих пор.

### «Море историй»
Основной исторический труд Джованни Колонны «Море историй» (лат. Mare Historiarum ab orbe condito ad annum Christi 1250), состоящий из семи книг и 732 глав, излагающих события от сотворения мира до 1250 года, был написан им не позже 1340 года в Тиволи. Вероятно, Колонна планировал довести свою всемирную хронику до начала XIV века, но скончался, так и не осуществив свой замысел.
Несмотря на свой компилятивный характер, «Море историй» имеет историческую ценность, так как содержит ряд уникальных свидетельств, полученных, очевидно, из устных источников. Количество использованных в нём письменных сочинений весьма велико, помимо вышеназванных трудов Лактанция, Евсевия, Иеронима, Исидора и Винсента из Бове, автор, несомненно, опирался на «Дневник Троянской войны» Псевдо-Диктиса Критского (IV в. н. э.), «Всемирную хронику» Сигеберта из Жамблу (1111), «Поликратик» Иоанна Солсберийского (1159), «Пантеон» Готфрида из Витербо (1190), «Золотую легенду» Якова Ворагинского (1260), «Хронику пап и императоров» Мартина Опавского (1278), «Анналы» и «Новую историю церкви» Птолемея из Лукки (1303—1317) и др. Только в период пребывания Колонны при дворе пап Иоанна XXII и Бенедикта XII в Авиньоне (1332—1337) он мог познакомиться с находившимися в их библиотеке, согласно описи 1353 года, рукописями Теренция, Цезаря, Саллюстия, Вергилия, Тита Ливия, Валерия Максима, Квинта Курция Руфа, Лукана, Сенеки, Стация, Квинтилиана, Светония, «Авторов жизнеописаний Августов», Евтропия, Симмаха и Клавдиана. Излагая ранний период истории доминиканского ордена, он, вероятно, опирался на «Всемирную хронику» Жеро из Фраше (1248—1268).
Получив широкую известность после смерти автора, «Море историй» в течение следующего столетия активно распространялось в списках. До наших дней дошли, однако, всего четыре полных его манускрипта, один из которых, находящийся в собрании флорентийской библиотеки Лауренциана (MS Edili 173), признаётся автографическим, другой, датируемый XIV веком, хранится в Ватиканской апостольской библиотеке (MS Vaticani latini, 4963), а два остальных, датируемые 1381 годом и серединой XV века соответственно, находятся в Национальной библиотеке Франции (MS latin, 4914; MS latin, 4915).
Особого внимания заслуживает последняя роскошно иллюминированная рукопись Latin 4915, получившая название «"Моря историй" Жувенеля дез Юрсена» и выполненная в 1447—1455 годах анонимным мастером по заказу канцлера Французского королевства Гийома Жувенеля дез Юрсена. По мнению французских историков искусства конца XIX — начала XX столетия Анри Бушо и Поля Дюрье, поддержанному спустя полвека австрийским искусствоведом Отто Пехтом, им мог быть известный художник Жан Фуке, автор миниатюр «Часослова Этьена Шевалье», «Больших французских хроник» и пр. Однако в 1955 году эта гипотеза встретила обоснованные возражения со стороны французского исследователя Жана Порше, поддержанного позже Клодом Шеффелем, Эберхардом Кёнигом и Шарлем Стерлином, отметившими неоднородность художественного стиля миниатюр, принадлежащих руке, как минимум, трёх мастеров, один из которых иллюминировал рукопись Боэция из Национальной библиотеки, а другой рукопись «Декамерона» Бокаччо в Женеве.
Глубокий интерес канцлера Гийома Жувенеля дез Юрсена к сочинению Колонны, рукопись которого переписывалась под руководством его личного секретаря Антуана Диса, объяснялся попытками вельможи доказать происхождение своих предков от знатного римского рода Орсини, представители которого, в свою очередь, считали себя потомками римской императорской династии Юлиев-Клавдиев (27—68 гг. н. э.). Заказанный им манускрипт в конце XV века попал в библиотеку Людовика XII и впервые фигурирует в описи королевской библиотеки под 1518 годом.
В середине XV столетия «Море историй» Колонны было переведено на староиспанский язык кастильским историком и поэтом Фернаном Пересом де Гусманом (ум. 1460), основательно дополнившим его биографиями своих старших современников, государственных деятелей и царедворцев, а также королей Энрике III (1390—1406) и Хуана II (1406—1454). Одноимённое сочинение де Гусмана было впервые напечатано в 1512 году в Вальядолиде и выдержало несколько переизданий.
В 1491 году «Море историй» было напечатано в Лионе издателем Жаном Дю Пре, более же раннее парижское издание Пьера Ле Ружа и Венсана Коммина (1488), предназначавшееся для короля Карла VIII, несмотря на заглавие «La Mer des Histoires», по факту содержит публикацию другой всемирной хроники «Rudimentum novitiorum», составленной в 1470—1474 годах анонимным клириком из Любека, где её ещё в 1475 году издал Лукас Брандис.
Седьмая книга «Моря историй», начинающаяся с коронации Карла Великого (800), и кончающаяся 1250 годом, была издана в 1879 году немецким историком Георгом Вайцем в Ганновере в  XXIV томе Monumenta Germaniae Historica. Отрывок, относящийся к правлению французского короля Людовика IX Святого, был выпущен в 1894 году французским историком Леопольдом Делилем в Париже в  XXIII томе «Recueil des Historiens des Gaules et de la France». Небольшой фрагмент, относящийся к жизни генерала доминиканского ордена Св. Раймунда де Пеньяфорта (1175—1275) был опубликован в 1898 году церковными историками Франсуа Бальмом и Чеславом Пабаном в Риме и Штутгарте в первой части VI тома «Памятников истории ордена проповедников».
Полное научное издание «Моря историй» в оригинале до сих пор не увидело свет.

### Другие
Французские историки-доминиканцы Жак Кветиф и Жак Эшар, авторы справочно-библиографического труда «Писатели ордена проповедников» (Париж, 1719), приписывали перу Джованни Колонны латинские «Послания на разнообразные темы» (лат. Epistola ad Diversos varia) и «Два трактата, один о благополучии курии, другой о красотах рая» (лат. Tractatus duo, unus de infelicitate curialium, alter de gloria paradisi). Современный исследователь Карло Факкин из Падуанского университета уточняет, что речь идёт о трактатах «Путь в рай» (лат. De via paradisi) и «О благополучии папского двора» (лат. De infelicitate curialium), прибавляя к ним «Новую церковную историю» (лат. Nova ecclesiastica historia).

## Примечания

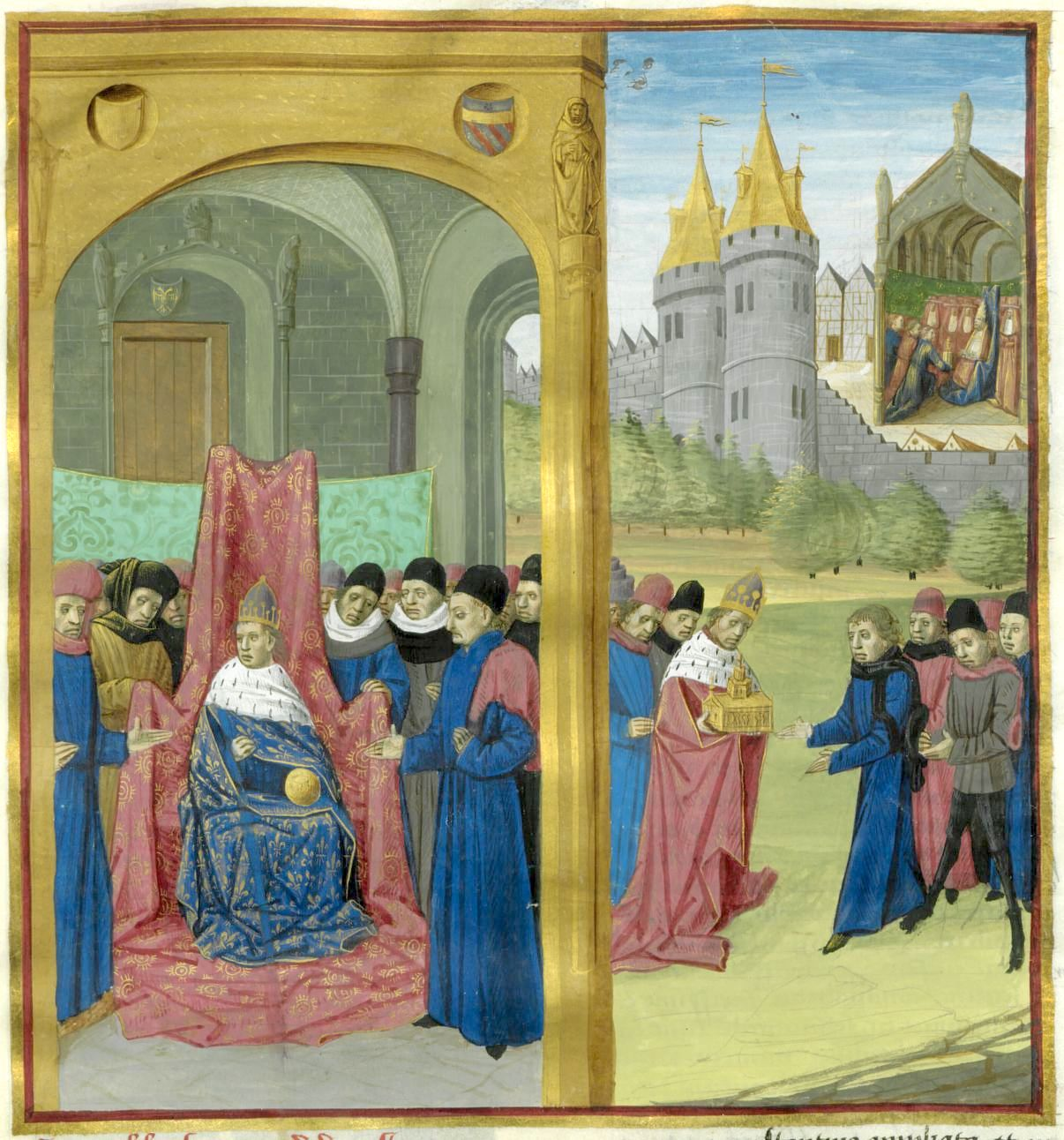
Правление Карла Великого. Миниатюра французской рукописи «Моря историй» сер. XV в.

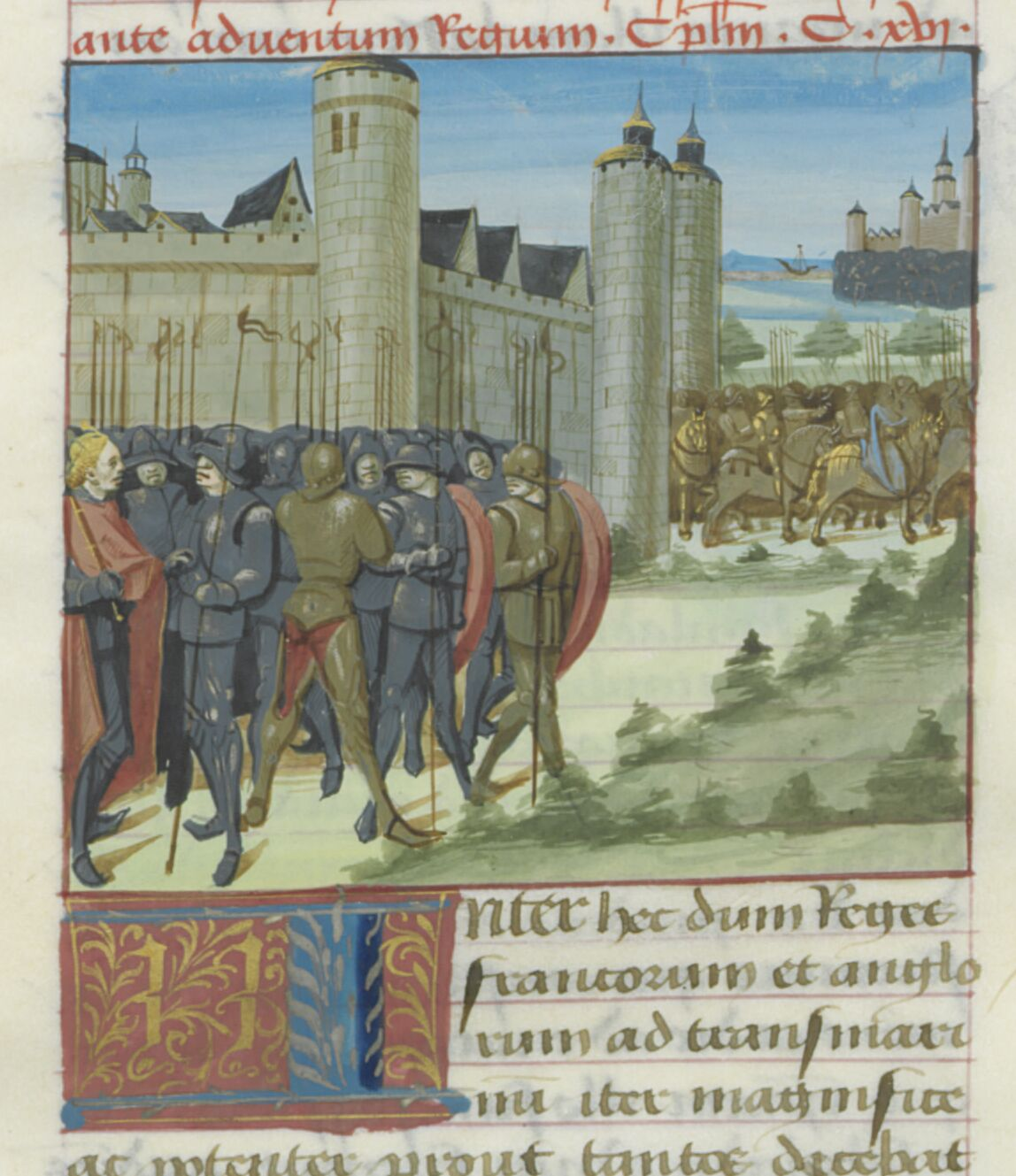
Осада Акры (1189—1191). Миниатюра французской рукописи «Моря историй» сер. XV в.

## Издания
- Ex Iohannis de Columpna Mari Historiarum // Monumenta Germaniae Historica (scriptores). — Tomus XXIV. — Hannover, 1879. — pp. 266–284.
- E Mari Historiarum Auctore Johanne de Columna // Recueil des Historiens des Gaules et de la France, nouv. éd. publ. sous la dir. de M. Léopold Delisle. — Tome XXIII. — Paris: Editeur H. Welter, 1894. — pp. 104–126.
- Jean Colonna. Mare Historiarum. Collegerunt ediderunt Franciscus Balme et Ceslaus Paban // Monumenta Ordinis Fratrum Praedicatorum Historica. — Volume VI. — Parte 1. — Romae-Stuttgardiae, 1898. — pp. 5–7.
- Mar de Historias, da. Fernan Perez de Gusman (1377—1460); cfr. J. Rodriguez Arzua. — Madrid: Ediciones Atlas, 1944. — 208 p. — (Colecciуn Cisneros, 79).
- Fernan Pérez de Guzman. Mar de historias. Edizione di Andrea Zinato. — Padova: Unipress, 1999. — 452 p. — ISBN 978-8880981190.